# زابابا شوما إيدينا
كادشمان تورغو هو ملك بابلي والملك ال35 لسلالة بابل الثالثة الكاشية، خلف الحكم من والده مردوخ أبلا إيدينا الأول وخلفه في الحكم أخوه إنليل نادين أخي، وحكم في سنة 1158 ق م، حدث خلاف عائلي وتمكن إنليل نادين أخي من استلام الحكم مكانه.